# Bray (Envermeu)
Bray is een gehucht in de Franse gemeente Envermeu in het departement Seine-Maritime. Het gehucht ligt in het noordoosten van de gemeente, op een hoogte twee kilometer ten noordoosten van het dorpscentrum van Envermeu.

## Geschiedenis
Oude vermeldingen van de plaats gaan terug tot 1265 in Capellam de Braies. De plaats had een kapel uit de 13de eeuw, gewijd aan Saint-Guillain. De 18de-eeuwse Cassinikaart toont hier het plaatsje Brais en vermeldt de kapel St. Guillain.
Op het eind van het ancien régime eind 18de eeuw, toen de gemeenten werden gecreëerd, werd Bray ondergebracht in de gemeente Envermeu. De kapel werd buiten gebruik genomen en omgevormd tot schuur.
Auberville-sur-Eaulne · Bray · Le Buc · Envermeu · Hybouville · Saint-Laurent-d'Envermeu · Torqueville